# الساكسونية الهولندية السفلى

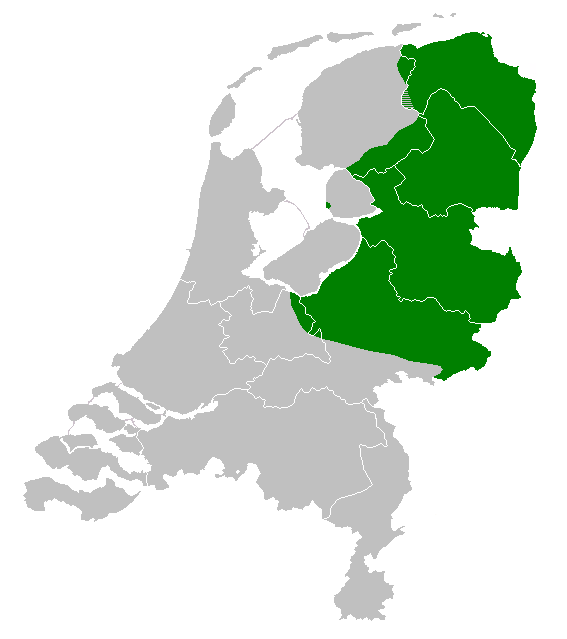
الساكسونية الدنيا في هولندا

الساكسونية الهولندية السفلى أو الساكسونية الهولندية الدنيا (بالساكسونية الهولندية الدنيا والهولندية: Nedersaksisch) هي مجموعة من اللهجات الساكسونية الدنيا أي الجرمانية الغربية الدنيا محكية في شمال شرق هولندا، وبالمقارنة فإن بقية هولندا (إلى جانب الجزء الذي يتحدث الفريزية) يتحدث مجموعة من اللهجات الفرانكونية الدنيا.